# Osgiliath
Osgiliath (« Citadelle des étoiles » en sindarin) est une cité fictive dans l’œuvre de l'écrivain J. R. R. Tolkien.

L'arbre blanc du Gondor domine par intermittence la cité d'Osgiliath.

Ancienne capitale du Gondor, jusqu'en l'an 1640 du Troisième Âge du Soleil, où se trouvait la Citadelle des Étoiles, dans laquelle siégeaient Isildur et Anárion, et qui se dressait sur les deux rives ainsi que sur une île centrale de l'Anduin. Un grand dôme abritait la pierre de vision d'Osgiliath. Cette dernière fut perdue après la ruine de la cité. Au milieu du Troisième Âge, la cité tombe en ruine, victime de la Lutte Fratricide (1432-1447) et de la Grande Peste (1636). En 1640, le roi Tarondor déplace la capitale à Minas Anor, ancienne résidence d'été des rois.
Cette cité fut prise et détruite par les premiers Uruk-hais noirs au service du Mordor. Bien que ruinée, la ville fut reprise par Boromir. À la fin du Troisième Âge, la partie orientale tomba. Puis ce fut le tour de la partie occidentale. Les Orques du Mordor se servirent des ponts ruinés pour traverser le fleuve en nombre. Après la victoire des Champs du Pelennor, Aragorn prit les rênes d'une armée composée d'hommes du Gondor et du Rohan, et il marcha sur la Porte Noire pour y défier Sauron. Il ordonna de bâtir de solides défenses à Osgiliath au cas où les futurs combats tourneraient mal.